# Psamminopeltinae
Psamminopeltinae es una subfamilia de foraminíferos bentónicos de la familia Rzehakinidae, de la superfamilia Rzehakinoidea, del suborden Schlumbergerinina y del orden Schlumbergerinida. Su rango cronoestratigráfico abarca el Cretácico.

## Discusión
Clasificaciones previas hubiesen incluido Psamminopeltinae en el suborden Textulariina del orden Textulariida o en el orden Lituolida. También ha sido incluido en el suborden Rzehakinina y en el orden Rzehakinida, aunque estos taxones han sido considerados sinónimos posteriores de Schlumbergerinina y Schlumbergerinida respectivamente.

## Clasificación
Psamminopeltinae incluye al siguiente género:
- Psamminopelta †